# ロトの娘たち

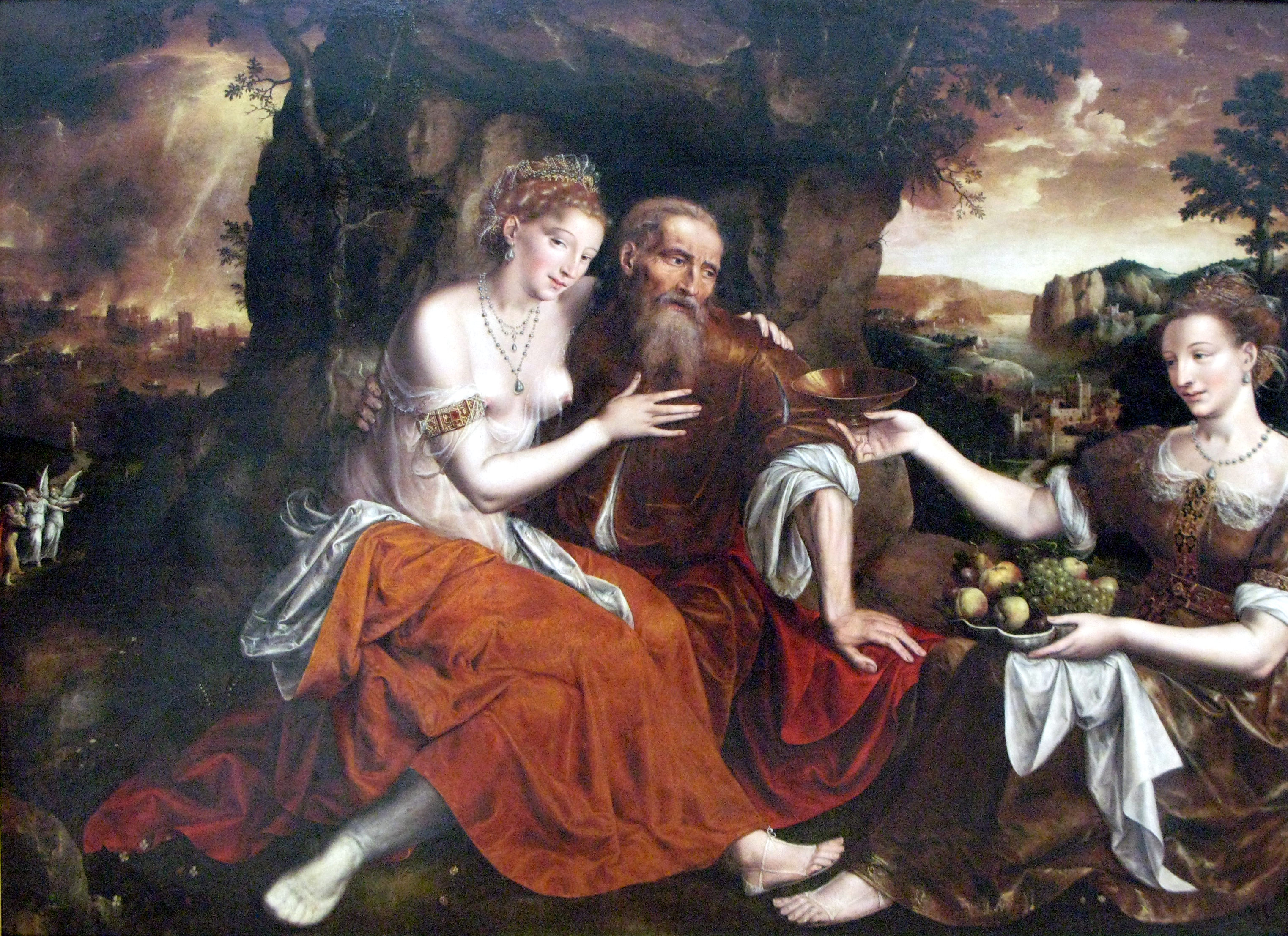
ヤン・マセイス『ロトとその娘たち』1565年

ロトの娘たち（ロトのむすめたち）は4人おり、そのうちの名前が不明な2人は旧約聖書『創世記』に登場する。それ以外の2人は『ヤシャルの書』に記述されている。

## 概要
『創世記』19章では2人の娘しか言及されておらず、ロトとその家族はソドムに住んでいる。2人の天使がソドムに訪れると、ロトは彼らを歓迎する。しかし、町の住民たちがロトの家を包囲し、彼らに2人の客人（ソドムを滅ぼしに来た天使）を同性強姦させることを要求する。ロトは代わりに処女である2人の娘を差し出そうとする(19:8)。
14節によると、ロトには義理の息子がいて「彼の娘たちと結婚した」と書かれている(19:14)。これはロトの娘たちが処女だったという記述と矛盾する。新国際版聖書によると、これらの人々は彼の娘たちと「結婚することを誓った」だけである。ロバート・アルターは15節の「あなたと一緒に残っている二人の娘」という言及は、ロトの二人の処女の娘は彼と一緒に街を出たが、彼には他に結婚した娘がいて義理の息子たちと一緒に残ったことを示していると指摘している。
暴徒たちがロトの申し出を拒否すると、天使（住民たちが同性強姦しようとした客人）はこれから町がことごとく滅ぼされるのでその前にロトとその家族が町を去るよう警告する。
逃亡の途中でロトの妻は塩の柱に変わるが、ロトとその娘たちはゾアルに逃げ延び、山の洞窟に住む。ロトの娘たちは父親を酒で酔わせ、彼が知らないまま、2連夜にわたって父親とセックスをする。2人はどちらも妊娠する。上の娘はモアブを産み、下の娘はベン・アミを産む。
1783年、オノーレ・ミラボーは、ロトの娘たちはソドムの火と硫黄は世界の終わりであることを恐れていたが、それは実際12時間しか持続しなかったと考えた。ミラボーは、ロトの娘たちは「彼女らの父親に対する彼女らによる冒涜の結果を予期していなかった」と述べている。年長の娘は、最初にこの行為を行うことに決めた。過度のアルコールは近親相姦に対する心理的な忌まわしさに耐えるために使用された。年少の娘は翌日の夜、行為をした。1人の息子がモアブ人の始祖となり、もう1人の息子ベン・アミがアモン人の始祖となった。
多くの学者が、ロトの娘たちの2つのエピソードの間に関連性を見出している。ロバート・アルターによれば、この最後のエピソードは、「彼の無分別な申し出に対して、計り知れないほどの正義が下されたことを示唆している」という。
エスター・フックスによれば、このテキストはロトの娘たちを「近親相姦的な『レイプ』の発案者と加害者」として提示している。ロバート・アルターもこれに同意し、長女が「彼と一緒に寝ましょう」と言ったとき、この文脈におけるヘブライ語の動詞の意味は「『レイプ』に近い」と付け加えている。

## クルアーン
ロトが娘たちをソドム族に差し出した話は、クルアーンの第11章と第15章にも出てくる。イスラム教の解説者は一般的に、これらの文章をロトが娘たちの合法的な結婚を申し込んだことを意味すると解釈している。
結婚説のバリエーションとして「私の娘たち」という表現を比喩的な意味で捉えるべきだとするものがある。ロトは預言者として自分の民族の父親とみなされており、それゆえ彼はソドム族に自分の民族（ロト族）の女性との結婚を勧めているのである。
ロトの娘たちとの近親相姦の話は、クルアーンでは言及されていない。

## 参考資料
- Ahmed, Waleed (2011). “Lot's daughters in the Qu'ran”. In Reynolds, Gabriel S.. New Perspectives on the Qu'ran. Routledge. ISBN 9781136700781
- Alter, Robert (2008). The Five Books of Moses: A Translation with Commentary. New York: W. W. Norton. ISBN 978-0-393-07024-8
- Fuchs, Esther (2003). Sexual Politics in the Biblical Narrative: Reading the Hebrew Bible as a Woman. A&C Black. ISBN 978-0-567-04287-3
- Jamal, Amreen (2001). “The Story of Lot and the Qur'an's Perception of the Morality of Same-Sex Sexuality”. Journal of Homosexuality 41 (1):  1-88. doi:10.1300/J082v41n01_01.